# Arturo Alessandri Besa

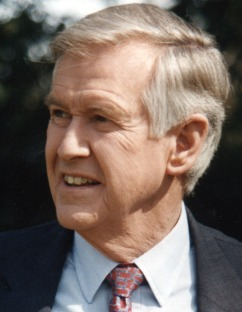
Arturo Alessandri Besa (*1923)

Arturo Alessandri Besa (Santiago, 31 oktober 1923 – 13 juli 2022) was een Chileens advocaat, zakenman en politicus.

## Familie achtergrond
Hij was de zoon van Arturo Alessandri Rodríguez (1895-1970) en van Raquel Besa Montt (†1959). Zijn vader was de oudste zoon van Arturo Alessandri Palma (1868-1950), president van Chili van 1920 tot 1924/1925 en van 1932 tot 1938.
Zijn oom was Jorge Alessandri Rodríguez (1896-1986), president van Chili van 1958 tot 1964.

## Biografie
Arturo Alessandri Besa bezocht de elitaire en Amerikaans georiënteerde Grange School in Santiago. Daarna studeerde hij rechten aan de Universiteit van Chili. Hij promoveerde in juli 1949 en vestigde zich als advocaat in de Chileens hoofdstad. Hij trad in het huwelijk met Nancy Cohn Montealegre bij wie hij drie dochters en een zoon kreeg.
In 1972 sloot hij zich aan bij de conservatieve Partido Nacional (Nationale Partij), een partij die in 1966 ontstond na de fusie van drie (centrum)rechtse politieke partijen. In 1973 werd Alessandri in de Kamer van Afgevaardigden gekozen voor de duur van vier jaar. Aan zijn lidmaatschap van het lagerhuis kwam echter nog hetzelfde jaar een einde als gevolg van de militaire staatsgreep van generaal Augusto Pinochet.
Na de militaire staatsgreep (1973) trok Alessandri zich uit de politiek terug en wijdde zich aan het bedrijfsleven. Van 1976 tot 1979 was hij voorzitter van het industrieverband Asociación Interamericana de la Propiedad Industrial (ASIP) en was lid van commissariaten van diverse ondernemingen. In 1983 werd hij door de militaire regering benoemd tot honorair consul van Chili in Singapore.
Arturo Alessandri werd in 1989 als onafhankelijke, centrumrechtse kandidaat in de Kamer van Afgevaardigden gekozen. In 1993 schoof de rechtse Unión Demócrata Independiente/Alianza por Chile (Onafhankelijke Democratische Unie/Alliantie voor Chili) Alessandri naar voren als kandidaat voor het presidentschap. Hij verkreeg 24,1% van de stemmen en eindigde daarbij achter de kandidaat van centrumlinks Eduardo Frei Ruiz-Tagle (PDC/CDP) die 57,98% van de stemmen kreeg.
Alessandri werd 98 jaar oud.